# 缘毛南星
缘毛南星（学名：Arisaema ciliatum）是天南星科天南星属的植物，为中国的特有植物。分布于中国的云南省等地，生长于海拔3,000米的地区，多生在松林中。